# Підкоришник високогірний
Підкоришник високогірний (Certhia hodgsoni) — вид горобцеподібних птахів родини підкоришникових (Certhidae).

## Поширення
Цей вид трапляється в Гімалаях (в Пакистані, північно-західній Індії, Непалі, Бутані) та гірських районах на південному заході Китаю та крайній півночі М'янмі.

## Опис
Дрібний птах завдовжки 11-12 см, вагою 7,6-12 г. Голова закруглена на потилиці і витягнута в напрямку дзьоба. Шия коротка. Досить довгий і тонкий дзьоб, зігнутий донизу. Хвіст довгий, квадратний. Ноги міцні з довгими когтистими пальцями.
Верх голови, спина та крила темно-коричневі зі світлими і темними штрихами. На крилах є золотиста смуга. Хвіст коричневий. Черево, груди, горло та надбрівна смуга білі. На лиці є коричнева маска, яка вкриває очі та щоки.

## Спосіб життя
Мешкає у гірських хвойних лісах з домінуванням ялиці бутанської та рододендрону на висоті від 3000 до 4000 м над рівнем моря. Трапляється поодинці або парами. Активний вдень. Живиться комахами та дрібними безхребетними, яких знаходить на стовбурах дерев, між тріщинами кори. Самиця будує гніздо та насиджує яйця. У гнізді 3-7 рожевих яєць.